# Connor Paolo
Connor Paolo (New York, 11 juli 1990) is een Amerikaanse acteur. Hij is onder andere bekend door zijn rol als jonge Alexander de Grote in de film Alexander en als Eric van der Woodsen in Gossip Girl.
Paolo is geboren in New York. Zijn vader is een schrijver en zijn moeder is een muzikant. Hij ging naar de Professional Performing Arts School en begon acteerlessen te nemen bij het Lee Strasberg Theater Institute. Tegenwoordig studeert hij aan de New York University.
Paolo begon op zijn negende met acteren. Hij verscheen voor het eerst op televisie in de soapserie All My Children. Daarna volgde een gastrol in Law & Order: Special Victims Unit. Zijn filmdebuut maakte hij met Mystic River waar hij een jonge Sean speelde. In 2004 had hij een terugkerende rol in de soapserie One Life to Live als Travis O'Connell.
Paolo heeft ook in de Broadwaymusical The Full Monty gestaan en in een off-Broadway theaterproductie van Shakespeares Richard III. Ook heeft hij de rol van Nick Bottom gespeeld in Een midzomernachtsdroom.
Sinds 2007 heeft Paolo een terugkerende gastrol als Eric van der Woodsen in de tienerdramaserie Gossip Girl.

## Filmografie
- Biblioteca Nacional de España: XX5248764
- Gemeinsame Normdatei: 1079147195
- International Standard Name Identifier: 0000 0000 9028 2021
- Library of Congress Control Number: no2010126070
- Système universitaire de documentation: 190230509
- Virtual International Authority File: 131772549
- WorldCat: E39PBJmXJpd87qqFyTXbbdGT73